# Grad Bojnice
Grad Bojnice (slovaško Bojnický zámok, madžarsko Bajmóci vár) je srednjeveški grad v Bojnicah na Slovaškem. Je romanski grad z nekaterimi izvirnimi gotskimi in renesančnimi elementi, zgrajen v 12. stoletju. Grad Bojnice je eden najbolj obiskanih gradov na Slovaškem, vsako leto ga obišče več sto tisoč obiskovalcev in je tudi priljubljeno prizorišče za snemanje domišljijskih in pravljičnih filmov. Od 12. stoletja je bil v lasti ogrskih kraljev in plemičev, dokler ozemlje ni postalo del Češkoslovaške po trianonski pogodbi leta 1920, leta 1939 pa ga je kupil češki podjetnik.

## Zgodovina
Grad Bojnice se v pisnih virih prvič omenja leta 1113 v listini, ki jo hrani opatija Zobor. Prvotno zgrajena kot lesena utrdba, jo je postopoma nadomestila kamnita, zunanje obzidje pa se je oblikovalo glede na razgiban skalnat teren. Njegov prvi lastnik je bil ogrski plemič Matej III. Csák, ki ga je leta 1302 prejel od ogrskega kralja Ladislava V. Kasneje, v 15. stoletju, je bil v lasti ogrskega kralja Matije Korvina, ki ga je leta 1489 podaril svojemu nezakonskemu sinu Ivanu Korvinu. Matija je rad obiskoval Bojnice in tu je delal na svojih kraljevih ukazih. Narekoval jih je pod lipo, ki je danes znana kot »lipa kralja Matije«. Po njegovi smrti je grad postal last družine Zápolya, ogrske plemiške družine. Thurzós, najbogatejša družina v severnem Ogrskem kraljestvu, je leta 1528 kupila grad in se lotila njegove velike obnove. Nekdanjo trdnjavo so spremenili v renesančni grad. Od leta 1646 dalje so bili lastniki gradu Pálffyji, ki so nadaljevali z obnovo gradu.
Nazadnje je zadnji znameniti graščak iz rodbine Pálffy, madžarski grof János Ferenc Pálffy (1829-1908), v letih 1888–1910 izvedel kompleksno romantično rekonstrukcijo in ustvaril današnjo imitacijo francoskih dvorcev v dolini Loare. Ni le dal prenoviti grad, ampak je bil tudi arhitekt in grafični oblikovalec. Svoj umetniški okus in ljubezen je izkoristil za zbiranje umetnin. Bil je eden največjih zbirateljev starin, tapiserij, risb, slik in kipov svojega časa. Po njegovi smrti in dolgih prepirih so njegovi dediči prodali številne dragocene umetnine z gradu in nato 25. februarja 1939 prodali grad, zdravilišče in okoliško zemljo češkemu podjetniku Janu Antonínu Baťi (lastniku čevljarskega podjetja Bata).
Po letu 1945, ko je Baťovo premoženje zaplenila češkoslovaška vlada, je grad postal sedež več državnih ustanov. 9. maja 1950 je v gradu izbruhnil požar, a so ga na državne stroške obnovili. Po tej rekonstrukciji je bil tu odprt muzej, specializiran za dokumentacijo in predstavitev obdobja arhitekturnih neoslogov. Muzej Bojnice je danes del Slovaškega narodnega muzeja.

## Opis
Grad je znan po svojih zanimivostih, med katerimi so priljubljena Grajska pravljica, Mednarodni festival duhov in Poletni glasbeni festival. Romantični grad je tudi priljubljena lokacija za snemanje pravljičnih filmov, kot je Fantaghirò. Leta 2006 je grad privabil okoli 200.000 obiskovalcev. Gosti najbolj priljubljen muzej na Slovaškem in se je pojavil v številnih filmih.

## Legende o gradu
O gradu Bojnice kroži veliko legend, ki jih poznajo predvsem domačini. Sem spadajo Legenda o zlomljenem srcu, Zgodba Petra Pokyja in najbolj znana od vseh, Legenda o Črni dami.

## Grajski park
Grad Bojnice obdaja grajski park s številnimi vrstami dreves. V parku je tudi živalski vrt Bojnice, najstarejši in eden najbolj obiskanih živalskih vrtov na Slovaškem. Grajski park se nadaljuje v obliki gozdnega parka v Strážovskem pogorju.

## Galerija
- Grad Bojnice, 2004
- Grad Bojnice, 2007
- Grad Bojnice
- Pogled na grad Bojnice od zahoda
- Grad Bojnice, pogled iz mesta
- Pálffyjeva pogrebna kočija znotraj gradu
- Grad Bojnice ponoči, 2015